# 415

## Събития
- 10 октомври – Осветена е втората сграда на църквата Света София в Константинопол (днес Истанбул), която впоследствие също е опожарена.
- Валия става крал на вестготите.

## Починали
- Хипатия от Александрия, древногръцки учен
- Атаулф, крал на вестготите
- Зигерих, крал на вестготите
- Чандрагупта II, император на Гупта